# Hochkeil
Hochkeil är ett berg i Österrike. Det ligger i distriktet Sankt Johann im Pongau och förbundslandet Salzburg, i den centrala delen av landet. Toppen på Hochkeil är 1 782 meter över havet. Vandringesleden över Hochkeil bedöms av Deutscher Alpenverein som mindre svår.
I omgivningarna runt Hochkeil växer i huvudsak bergsängar och i dalgången blandskog.